# La pícara Susana
La pícara Susana es una película de comedia musical mexicana de 1945 dirigida por Fernando Cortés (su debut como director) y protagonizada por Mapy Cortés, Luis Aldás y Fernando Cortés. Zacarías Gómez Urquiza fungió como codirector.

## Argumento
Una joven rica debe casarse con un conde, pero se enamora de un profesor pobre que llega para ordenar su biblioteca.

## Reparto
- Mapy Cortés como Susana Martínez.
- Luis Aldás como Miguel Ángel Pérez.
- Fernando Cortés como Don Andrés Martínez Rico.
- Alfredo Varela como Señor Badu.
- Luis G. Barreiro como Sr. Ramón Filosel.
- Virginia Manzano como Margarita.
- José Pidal como Benjamín, mayordomo.
- Conchita Gentil Arcos como Clienta en zapatería.
- Consuelo Segarra como Sra. Pérez
- Paco Martínez como Sr. Pérez
- Pedro Elviro como Mesero.
- Fernando Del Valle
- José Arratia
- José Pastor
- Alfredo Varela padre como Mesero.
- Lidia Franco como Dueña de casa.
- Fortunio Bonanova como Conde Mauricio Tonescu.
- Ana María Hernández como Invitada a cena.
- Margarito Luna como Borracho.
- Félix Samper como Invitado a cena.
- María Valdealde como Mujer transeúnte.